# Німецький археологічний інститут

емблема Німецького археологічного інституту

Німецький археологічний інститут (нім. Deutsches Archäologisches Institut, DAI; англ. German Archaeological Institute) — один з найстаріших та найбільших у світі археологічний інститут. Розташований в Берліні. Заснований в 1829 році. Від часу заснування до наших днів перебуває у віданні Міністерства закордонних справ Німеччини.

## Президенти
- професор Герман Парцинґер;
- Нинішній президент Німецького археологічного інституту (від 1 березня 2008 р.) — це історик стародавнього світу Ґанс-Йоахім Ґерке (нім. Hans-Joachim Gehrke).